# Belgiens Grand Prix 1977
Belgiens Grand Prix 1977 var det sjunde av 17 lopp ingående i formel 1-VM 1977. 

## Rapport
Loppet startade i hällande regn vilket gjorde banan vattendränkt. Mario Andretti i Lotus, som startade från pole position, krockade med John Watson i Brabham, som också stått i den första raden, redan under första varvet. Olyckan medförde att båda förarna sladdade av banan och fick bryta loppet. Regnet avtog mot slutet av loppet. Ledarpositionen växlade flera gånger under loppet och inte mindre än fem förare turades om att inneha förstaplatsen. Den siste av dessa var Gunnar Nilsson i Lotus som vann loppet. Det var Nilssons första och enda F1-vinst. Tvåa kom österrikaren Niki Lauda i Ferrari och trea Ronnie Peterson i Tyrrell. Således stod här två svenska F1-förare på prispallen samtidigt, vilket är enda gången detta har hänt.

## Resultat
1. Gunnar Nilsson, Lotus-Ford, 9 poäng
2. Niki Lauda, Ferrari, 6
3. Ronnie Peterson, Tyrrell-Ford, 4
4. Vittorio Brambilla, Surtees-Ford, 3
5. Alan Jones, Shadow-Ford, 2
6. Hans-Joachim Stuck, Brabham-Alfa Romeo, 1
7. James Hunt, McLaren-Ford
8. Patrick Depailler, Tyrrell-Ford
9. Harald Ertl, Hesketh-Ford
10. Patrick Nève, Williams (March-Ford)
11. Jean-Pierre Jarier, ATS (Penske-Ford)
12. Larry Perkins, Surtees-Ford
13. David Purley, LEC-Ford
14. Arturo Merzario, Merzario (March-Ford)

### Förare som bröt loppet
- Boy Hayje, RAM (March-Ford) (varv 63, för få varv)
- Jody Scheckter, Wolf-Ford (62, motor)
- Jochen Mass, McLaren-Ford (39, olycka)
- Jacques Laffite, Ligier-Matra (32, motor)
- Clay Regazzoni, Ensign-Ford (29, motor)
- Carlos Reutemann, Ferrari (14, olycka)
- Rupert Keegan, Hesketh-Ford (14, olycka)
- Riccardo Patrese, Shadow-Ford (12, olycka)
- Ian Scheckter, March-Ford (8, olycka)
- Emerson Fittipaldi, Fittipaldi-Ford (2, elsystem)
- Mario Andretti, Lotus-Ford (0, olycka)
- John Watson, Brabham-Alfa Romeo (0, olycka)

### Förare som ej kvalificerade sig
- Emilio de Villota, Emilio de Villota (McLaren-Ford)
- Alex Ribeiro, March-Ford
- Conny Andersson, BRM
- Bernard de Dryver, British Formula One Racing Team (March-Ford)
- Hector Rebaque, Hesketh-Ford